# Osceola (Nebraska)
Osceola je grad u američkoj saveznoj državi Nebraska. Prema popisu stanovništva iz 2010. u njemu je živjelo 880 stanovnika.